# Городская клиническая больница № 5 (Тольятти)
Городская клиническая больница № 5 Тольятти (разг. Медгородок) — учреждение здравоохранения в г.Тольятти, Самарская область. Полное название «Государственное бюджетное учреждение здравоохранения Самарской области Клиническая больница № 5 городского округа Тольятти».

## История
Клиническая больница № 5 — одно из современных крупных региональных медицинских учреждений Российской Федерации и эта её значимость обусловлена историей создания больницы.
В связи со строительством в г. Тольятти Волжского Автомобильного завода и Автозаводского района, в котором проживали семьи работников завода, в городе был сооружён стационарный комплекс, называемый ранее и сейчас «Медгородок», расположенный на 30 гектарах земли вдоль лесного массива. Этот госпитальный комплекс был окончательно построен в 1980-е годы и явился одним из крупнейших в СССР. Архитекторами комплекса выступили сотрудники Гипронииздрав: В. Адамович, Е. Пекарский, Э. Литвак, О. Емельянова.
В административном корпусе больницы находится киноконцертный зал, который до 2000-х годов использовался для показа кинофильмов. Сейчас прокат фильмов в нём прекращен.
На территории больницы существует площадка для приёма вертолётов, которая до сих пор не была востребована. В 2009 году, в связи с решением правительства РФ о создании медицинских центров, расположенных вдоль федеральных автомобильных трасс и оказывающих помощь при ДТП, обсуждается вопрос участия в этой программе больницы № 5 и одним из весомых её аргументов является возможность приёма вертолётов с пострадавшими (Тольятти находится на федеральной трассе М5 «Москва—Челябинск»).
В 2010 году такой травмцентр начал действовать.
В ноябре 2017 года в больнице состоялось официальное открытие первого в Самарской области Центра позитронно-эмиссионной томографии «ПЭТ-технолоджи».

## Деятельность

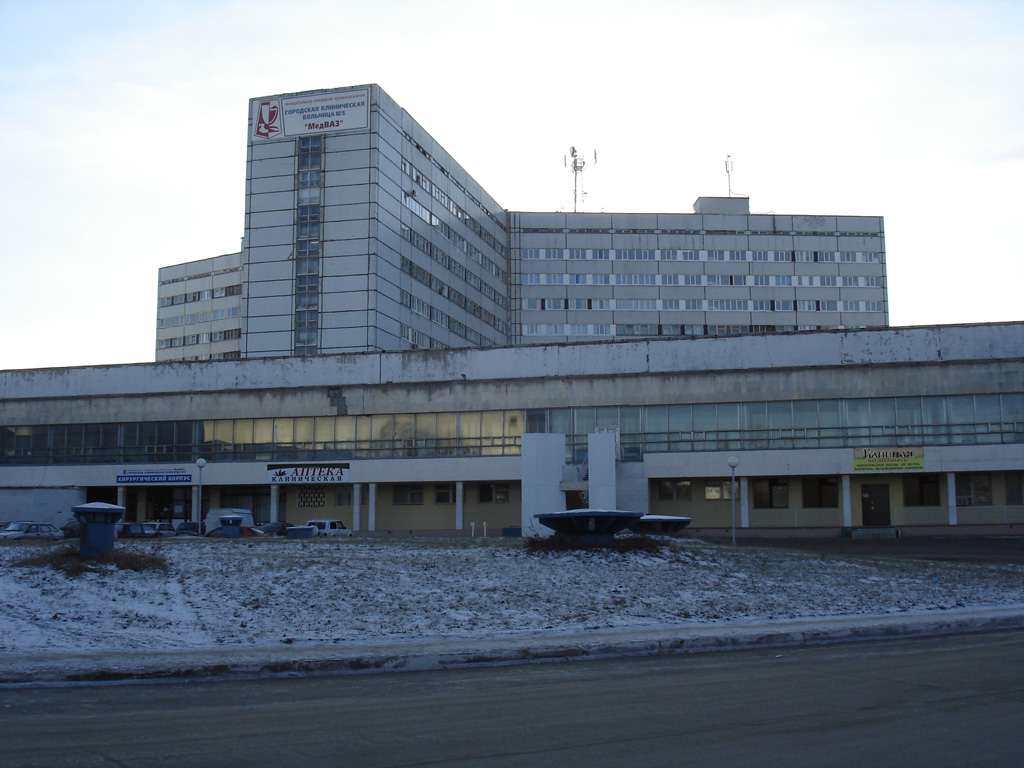
Хирургический и диагностический корпуса

В настоящее время больница рассчитана на 2300 коек. В ней ежегодно получают медицинскую помощь более 70 тысяч человек, рождается более 5000 детей в год, проводится более 1 млн различных исследований.
В больнице № 5 функционируют 48 коечных отделений, 5 приемных, 10 реанимационных и анестезиологических, 5 операционных блоков, 17 параклинических отделений, 4 поликлинических, 5 вспомогательных служб.

### Главный врач
- Кирсанов Алексей Николаевич (с 2021 в должности)
- Ренц Николай Альфредович (2007—2021)
- Кардаков Николай Лоллиевич (2000—2007)
- Ренц Николай Альфредович (1995—2000)

### Службы больницы
- Администрация
- Аптека
- Гинекологическая служба
- Диагностический центр
- Детская служба
- Инфекционная служба
- Онкологическая служба
- Патолого-анатомическая служба
- Служба акушерства и родовспоможения
- Служба анестезиологии-реаниматологии
- СПИД-центр
- Терапевтическая служба
- Хирургическая служба

На территории больницы находится православная церковь.

### Факты
- 19 августа 2009 года в роддоме больницы на свет появились сразу 4 малыша: двое мальчиков и две девочки.[6][7] Это первый случай рождения четверни в Самарской области.
- Коллектив врачей получил губернскую премию за 2010 год в номинации «За проведение уникальной операции, спасшей жизнь человека».[8]